# NMEA 2000
NMEA 2000 és estàndard de comunicació entre aparells electrònics marítims que fixa tant un protocol de xarxa com les especificacions dels connectors i cablejat. Va ser definit per la National Marine Electronics Asociation amb l'objectiu de substituir l'anterior protocol NMEA 0183.

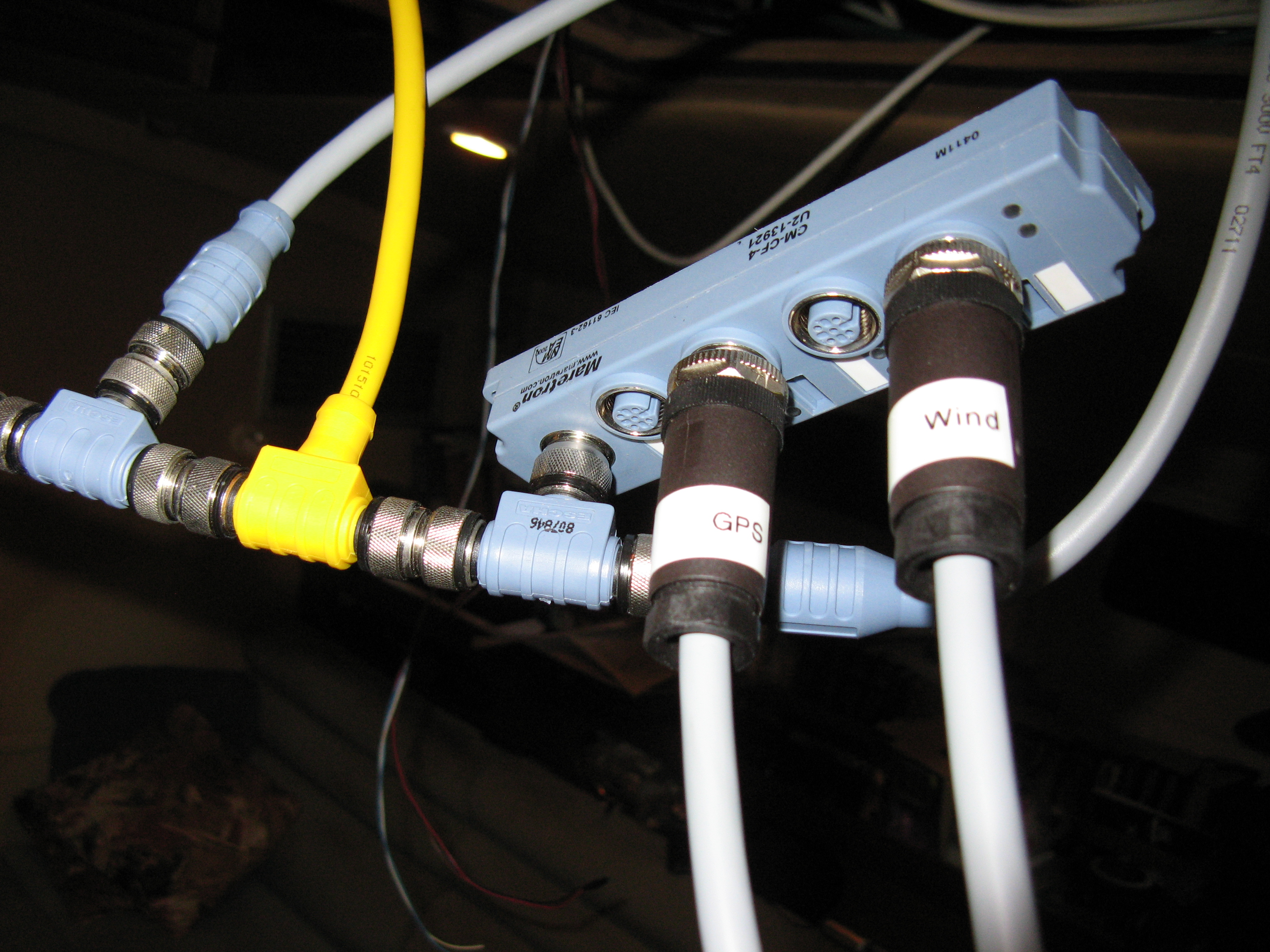
Cables i connexions d'una instal·lació NMEA 2000, incloent el cable d'energia (groc).

## Funcionament
Està basat en el protocol de xarxa industrial Controller area network (sovint referit per l'acrònim CAN), aquest permet una alta fiabilitat del senyal i està dissenyat per treballar en xarxa.
Permet unes prestacions molt més elevades que el NMEA 0183, amb una velocitat de 250 kilobits per segon i permetent connectar en xarxa fins a 50 aparells electrònics diferents.